# Peter Vindahl Jensen
Peter Vindahl Jensen (Helsingør, 16 febbraio 1998) è un calciatore danese, portiere dello Sparta Praga.

## Carriera

### Club
Cresciuto nel settore giovanile del Nordsjælland, debutta in prima squadra il 5 dicembre 2018 in occasione dell'incontro di Coppa di Danimarca perso 1-0 contro il Vendsyssel.
Il 16 agosto 2021 viene acquistato dall'AZ Alkmaar.

### Nazionale
Ha partecipato agli Europei Under-21 del 2021.
Il 2 novembre 2021 riceve la sua prima convocazione in nazionale maggiore.

## Statistiche

### Presenze e reti nei club
Statistiche aggiornate all'11 dicembre 2024.
| Stagione            | Squadra             | Campionato          | Campionato | Campionato | Coppe nazionali | Coppe nazionali | Coppe nazionali | Coppe continentali | Coppe continentali | Coppe continentali | Altre coppe | Altre coppe | Altre coppe | Totale | Totale | Totale |
| Stagione            | Squadra             | Comp                | Pres       | Reti       | Comp            | Pres            | Reti            | Comp               | Pres               | Reti               | Comp        | Pres        | Reti        | Pres   | Reti   |        |
| ------------------- | ------------------- | ------------------- | ---------- | ---------- | --------------- | --------------- | --------------- | ------------------ | ------------------ | ------------------ | ----------- | ----------- | ----------- | ------ | ------ | ------ |
| 2018-2019           | Nordsjælland        | SL                  | 0+6        | -10        | CD              | 2               | -1              | UEL                | 0                  | 0                  | -           | -           | -           | 8      | -11    |        |
| 2019-2020           | Nordsjælland        | SL                  | 1+9        | 0 + -18    | CD              | 1               | -4              | -                  | -                  | -                  | -           | -           | -           | 11     | -22    |        |
| 2020-2021           | Nordsjælland        | SL                  | 21+10      | -29 + -21  | CD              | 0               | 0               | -                  | -                  | -                  | -           | -           | -           | 9      | -12    |        |
| ago. 2021           | Nordsjælland        | SL                  | 5          | -3         | CD              | 0               | 0               | -                  | -                  | -                  | -           | -           | -           | 5      | -3     |        |
| Totale Nordsjælland | Totale Nordsjælland | Totale Nordsjælland | 52         | -81        |                 | 3               | -5              |                    | -                  | -                  |             | -           | -           | 55     | -86    |        |
| ago. 2021-2022      | AZ Alkmaar          | ED                  | 32+4       | -42 + -6   | CO              | 4               | -4              | UEL+UECL           | 0+8                | -7                 | -           | -           | -           | 48     | 59     |        |
| 2022-gen. 2023      | AZ Alkmaar          | ED                  | 0          | 0          | CO              | 0               | 0               | UECL               | 0                  | 0                  | -           | -           | -           | 0      | 0      |        |
| Totale AZ Alkmaar   | Totale AZ Alkmaar   | Totale AZ Alkmaar   | 36         | -48        |                 | 4               | -4              |                    | 8                  | -7                 |             | -           | -           | 48     | -59    |        |
| gen.-giu. 2023      | Norimberga          | ZL                  | 14         | -22        | CG              | 2               | -2              | -                  | -                  | -                  | -           | -           | -           | 16     | -24    |        |
| 2023-2024           | Sparta Praga        | 1L                  | 28+5       | -26 + -4   | CC              | 0               | 0               | UCL+UEL            | 2+12               | -3 + -26           | -           | -           | -           | 47     | -59    |        |
| 2024-2025           | Sparta Praga        | 1L                  | 18         | -21        | CC              | 0               | 0               | UCL                | 12                 | -23                | -           | -           | -           | 30     | -44    |        |
| Totale Sparta Praga | Totale Sparta Praga | Totale Sparta Praga | 51         | -51        |                 | 0               | 0               |                    | 26                 | -52                |             | -           | -           | 77     | -103   |        |
| Totale carriera     | Totale carriera     | Totale carriera     | 153        | -202       |                 | 9               | -11             |                    | 34                 | -59                |             | -           | -           | 196    | -272   |        |

## Palmarès

### Club

#### Competizioni nazionali
- Campionato ceco: 1

Sparta Praga: 2023-2024
- Coppa della Repubblica Ceca: 1

Sparta Praga: 2023-2024